# 31.º Batallón Antiaéreo de Fortaleza
El 31.º Batallón Antiaéreo de Fortaleza (31. Festungs-Flak-Abteilung (v)) fue una unidad militar de la Luftwaffe durante el Tercer Reich y la Segunda Guerra Mundial.

## Historia
Formado el 1 de julio de 1938 en Tréveris, con Plana Mayor, 1 Batería pesada, 4 Baterías ligeras y 6 Baterías de Proyectores. No se volvió a formar ninguna otra Batería. El 26 de agosto de 1939 es redesignado como 31.º Regimiento Antiaéreo de Fortaleza.

## Comandantes
- Coronel Theodor Herbert - (1 de julio de 1938 - 26 de agosto de 1939)

## Servicios
- 1938-1939: bajo el mando del III Comando Superior de Artillería Antiaérea de Fortaleza